# Theo Mann-Bouwmeesterring
De Theo Mann-Bouwmeesterring is een Nederlandse toneelprijs.

## Geschiedenis

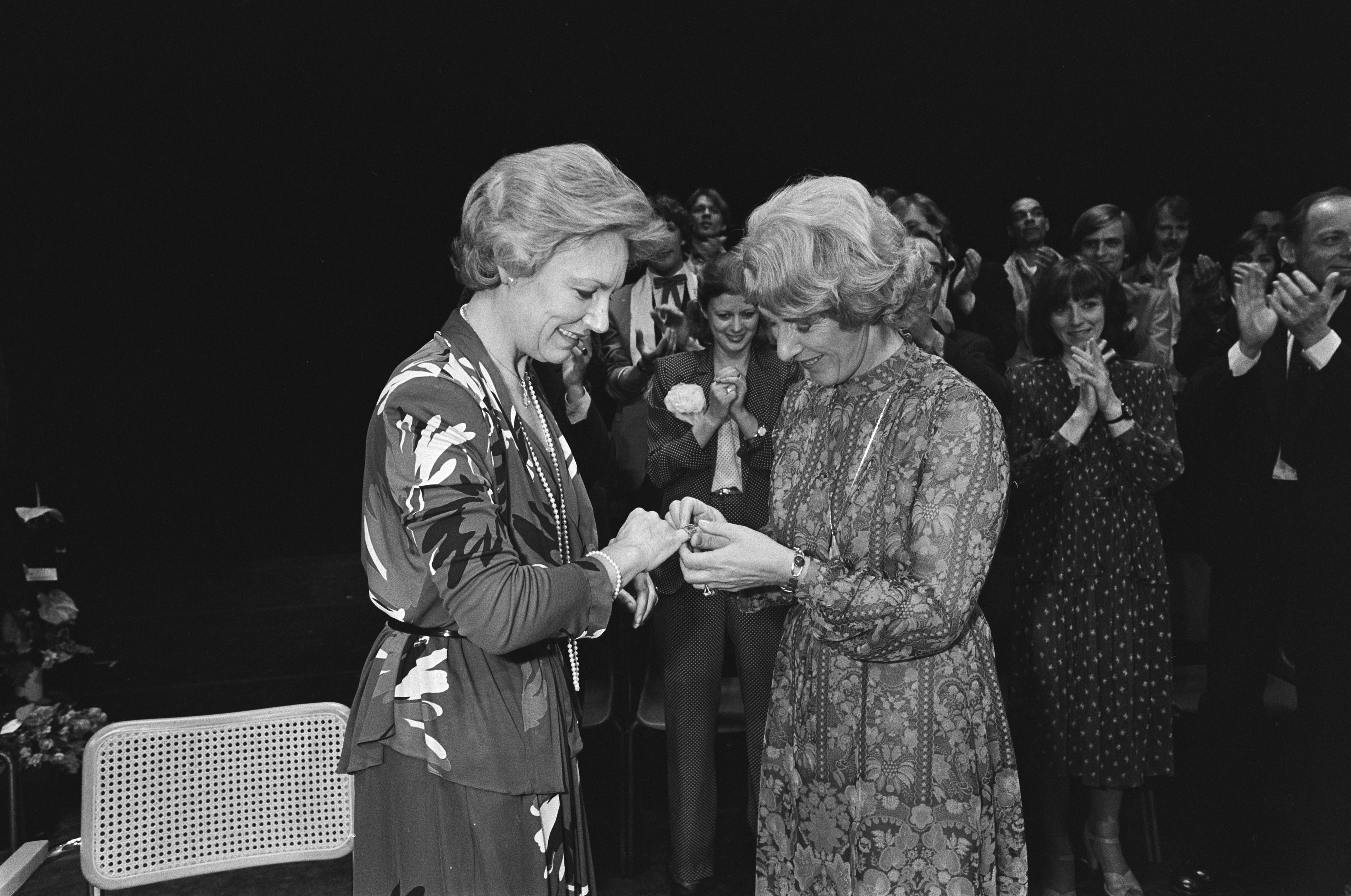
Minister Gardeniers reikt in de Stadsschouwburg in Amsterdam de Theo Mann-Bouwmeesterring uit aan Annet Nieuwenhuijzen, 1980

De ring werd in 1911 door een comité namens de Amsterdamse burgerij geschonken aan de actrice Theo Mann-Bouwmeester, ter gelegenheid van haar veertigjarig jubileum. Zij werd geacht deze te zijner tijd door te geven aan een in haar ogen waardige collega. Dit deed zij, in 1934, aan Else Mauhs. Deze vond geen van haar collega's goed genoeg voor de onderscheiding, zodat de ring tot haar dood in 1959 in haar bezit bleef. Daarna werd een aparte stichting opgericht, die de ring toekende aan Caro van Eyck die de ring ook tot haar dood heeft gedragen. In 1980 kreeg Annet Nieuwenhuijzen het kleinood. Zij herstelde de oude traditie en wees in 1994 Anne Wil Blankers als haar opvolger aan. Op 24 november 2010 gaf Blankers de ring door aan Ariane Schluter en op 28 januari 2017 kreeg Halina Reijn de ring.

## Ontwerp
Het ontwerp van de ring is van Jan Eisenloeffel. De ring is gemaakt van goud, versierd met email. Rondom de ring staat de naam van Theo Mann-Bouwmeester.

## Gelauwerden
- 1911: Theo Mann-Bouwmeester (1850-1939)
- 1934: Else Mauhs (1885-1959)
- 1960: Caro van Eyck (1915-1979)
- 1980: Annet Nieuwenhuijzen (1930-2016)
- 1994: Anne Wil Blankers (1940-)
- 2010: Ariane Schluter (1966-)
- 2017: Halina Reijn (1975- )